# Chi Mai
Chi Mai (en español,, Quién pues o Cualquiera que sea...) es una obra musical compuesta por Ennio Morricone, y utilizada en las películas Maddalena (1971) y El profesional (1981), así como en las series de televisión An Englishman's Castle (1978) y The Life and Times of David Lloyd George (1981). A raíz de su utilización en esta última, "Chi Mai" alcanzó el segundo puesto en el UK Singles Chart en 1981.
«Chi Mai» es especialmente famosa en Francia a raíz de su uso en una publicidad de Royal Canin en 1980, hasta el punto de que es relacionada con ese comercial más que con sus restantes usos en películas y series. En el año 2002 esta composición fue utilizada en la película francesa Asterix y Obelix: Misión Cleopatra. En algunos países como en Argentina, se utiliza generalmente como telón de fondo en ciertos programas de radio y televisivos de interés popular, con un sentido de melodrama ante situaciones de carácter romántico invocando cierto grado de comedia. Destaca su utilización en el segmento "La Catarsis", a cargo de Gerardo "Tato" Young, en el programa Encendidos en la Tarde de Radio Mitre.